# Лёльвэргыргын
Лёльвэргы́ргын (также Лельвергыргын, в верховьях также — ручей Бивачный) — река в России, протекающая по Билибинскому району Чукотского автономного округа, правый приток Погындена. Длина реки — 177 км (от истока реки Восточной — 188 км), площадь водосборного бассейна — 4620 км².
Река берёт начало в гористой местности к югу от Чаунской низменности на высоте более 400 м над уровнем моря. В верховьях течёт преимущественно на юго-запад по горной тундре. В среднем течении, приняв приток Тымкивеем, поворачивает на юго-восток. У горы Лавтотка (721 м) на берегу нежилой посёлок Лель. В низовьях выходит на лесотундровую равнину, берега участками заболочены. Река меандрирует, встречаются пойменные старицы. Впадает в Погынден по правому берегу на отметке менее 116 м над уровнем моря в 79 км от его устья, ниже впадения Аттыкевеема. Ширина в низовьях — 95 м при глубине 0,9 м; скорость течения перед устьем составляет 0,8 м/с.

## Основные притоки
Указаны поименованные притоки длиной 30 км и более.
| Название  | Расстояние от устья | Длина | Положение |
| --------- | ------------------- | ----- | --------- |
| Конагты   | 38                  | 48    | правый    |
| Эргувеем  | 48                  | 80    | левый     |
| Урней     | 49                  | 79    | правый    |
| Лёнлё     | 81                  | 55    | правый    |
| Тымкивеем | 92                  | 63    | правый    |
| Восточная | 146                 | 42    | левый     |

## Данные водного реестра
По данным государственного водного реестра России и геоинформационной системы водохозяйственного районирования территории РФ, подготовленной Федеральным агентством водных ресурсов:
- Бассейновый округ — Анадыро-Колымский
- Речной бассейн — Колыма
- Речной подбассейн — Анюй
- Водохозяйственный участок — Анюй, включая реки Большой и Малый Анюй
- Код водного объекта — 19010300112119000071799